# Nergal-sar-uszur
Nergál-sar-uszur (görög: Neriglisszár, nevének jelentése: "Nergal oltalmazza a királyt", uralkodott Kr. e. 560 – Kr. e. 556) az Újbabiloni Birodalom királya volt. Bérószosz közlése szerint sógorát, II. Nabú-kudurri-uszur, saját apósa fiát, Amél-Mardukot meggyilkolva összeesküvés révén jutott trónra, azelőtt befolyásos üzletemberként tűnik fel a forrásokban.
Rövid uralkodásáról kevés információnk van. Az első éveiből babiloni építkezési feliratokról tudunk, illetve a Babiloni krónika feljegyezte egy uralkodása utolsó évében indított, a kilikiai újhettita fejedelemség, Piriddu ura, Appúasu elleni hadjáratát. Magát a fejedelmet nem érte el, de „temérdek katonáját és lovát foglyul ejtette… királyi városát elfoglalta; falát, palotáját és lakosságát tűzben elégette… Lúdu (Lüdia) ország határáig (a területet) tűzzel perzselte fel.”
Feltehetően természetes halállal halt meg, a trónon fia, a fiatal és valószínűleg visszamaradott, így rövid ideig uralkodó Lábási-Marduk követte.